# ۹۴۷ (میلادی)
۹۴۷ (میلادی) نهصد و چهل و هفتمین سال تقویم میلادی است.

## درگذشتگان
‎